# Comuna Schela, Galați
Schela este o comună în județul Galați, Moldova, România, formată din satele Negrea și Schela (reședința).
Conform recensământului din 2011, comuna Schela are o populație de 3690 de locuitori.

## Demografie
Componența etnică a comunei Schela
     Români (93,73%)
     Alte etnii (0,2%)
     Necunoscută (6,07%)
Componența confesională a comunei Schela
     Ortodocși (87,86%)
     Penticostali (5,36%)
     Alte religii (0,51%)
     Necunoscută (6,27%)
Conform recensământului efectuat în 2021, populația comunei Schela se ridică la 3.509 locuitori, în scădere față de recensământul anterior din 2011, când fuseseră înregistrați 3.690 de locuitori. Majoritatea locuitorilor sunt români (93,73%), iar pentru 6,07% nu se cunoaște apartenența etnică. Din punct de vedere confesional, majoritatea locuitorilor sunt ortodocși (87,86%), cu o minoritate de penticostali (5,36%), iar pentru 6,27% nu se cunoaște apartenența confesională.

## Politică și administrație
Comuna Schela este administrată de un primar și un consiliu local compus din 13 consilieri. Primarul, Maricel Petrea[*], de la Partidul Național Liberal, este în funcție din 2012. Începând cu alegerile locale din 2024, consiliul local are următoarea componență pe partide politice:
|  | Partid                    | Consilieri | Componența Consiliului | Componența Consiliului | Componența Consiliului | Componența Consiliului | Componența Consiliului |
|  | ------------------------- | ---------- | ---------------------- | ---------------------- | ---------------------- | ---------------------- | ---------------------- |
|  | Partidul Național Liberal | 5          |                        |                        |                        |                        |                        |
|  | Partidul Social Democrat  | 5          |                        |                        |                        |                        |                        |
|  | Alianța Dreapta Unită     | 3          |                        |                        |                        |                        |                        |

## Activitatea științifică în cadrul comunei
În data de 11 noiembrie 2013 Observatorul Astronomic Schela a primit recunoașterea internațională în cadrul Minor Planet Center, fiindu-i oferit codul IAU-MPC L23. 
În noaptea de 2 spre 3 ianuarie 2017, astronomul amator Stoian Andrei-Marian, în vârstă de doar 16 ani, a descoperit o stea variabilă, pe care a denumit-o Schela V1, la Observatorul Astronomic Schela.

## Vezi și
- Cutremurele din județul Galați din 2013
- Lunca Siretului Inferior (arie specială de protecție avifaunistică - SPA)